# Josiah Wedgwood II
Josiah Wedgwood II (3 de abril de 1769 - 12 de julho de 1843), filho do oleiro inglês Josiah Wedgwood, continuou a firma de seu pai e foi membro do Parlamento (MP) por Stoke-upon-Trent de 1832 a 1835. Ele era um abolicionista, e detestava a escravidão.

## Vida
Josiah e seu irmão Thomas deram a seu amigo Samuel Taylor Coleridge uma anuidade vitalícia de £ 150, com o objetivo de libertar Coleridge de preocupações financeiras e da necessidade de se sustentar com trabalho não criativo, para que ele pudesse perseguir seus interesses literários e filosóficos. Este foi oferecido em janeiro de 1798, e aceito por Coleridge, que era então um ministro de estágio na Igreja Unitária, com a condição de que ele descontinuou o ministério.
Em 1807, Wedgwood comprou Maer Hall em Staffordshire e sua família viveu lá até sua morte em 1843.
Wedgwood foi responsável pelas primeiras peças de porcelana da Wedgwood Company.